# Sarah Ann Glover
Sarah Ann Glover (Norwich, 13 novembre 1785 – Malvern, 20 ottobre 1867) è stata un'educatrice inglese, ideatrice del metodo di solmisazione moderno noto come tonic sol-fa.

## Formazione
Il padre Edward era un curato della chiesa anglicana di St. Lawrence di Norwich. La sua formazione musicale ha inizio a sei anni, età in cui incomincia a prendere lezioni dall'organista della Cattedrale di Norwich.

## L'ideazione del Norwich sol-fa system
A partire dal 1812, e nei suoi anni di attività in una scuola domenicale insieme alla sorella, cominciò a formulare e sviluppare un suo metodo didattico che nel 1827 era oramai completo. A seguito di questo lavoro diede alle stampe il German Canons or Singing Exercises and Psalm Tunes Expressed in the Sol-Fa Notation of Music.  Cominciò, quindi, ad insegnarlo presso una scuola femminile da lei fondata a Norwich; grazie a questo sistema le sue allieve impararono a cantare utilizzando le sillabe del metodo sol-fa scritte su carta. Il Norwich sol-fa system, infatti, era ideato e concepito soprattutto per facilitare l'insegnamento del canto corale.
Nel 1835 viene pubblicato, inoltre, Scheme for Rendering Psalmody Congregational dall'editore Jarrold & Sons che conobbe vasto successo; nel 1841 una copia del manuale arrivò tra le mani del pastore congregazionalista John Curwen che, oltre a sviluppare ulteriormente il metodo, contribuì largamente alla sua vasta diffusione anche al di fuori dell'Inghilterra. Curwen, tuttavia, apportò e diffuse le sue modifiche senza il consenso della Glover e questo fu causa di attriti tra i due.

## Ultimi anni
Glover inventò, inoltre, anche l'Harmonicon uno strumento musicale che utilizzò durante l'insegnamento del Norwich sol-fa. Morì d'infarto a Malvern il 20 ottobre del 1867 e venne seppellita ad Hereford, cittadina in cui si era trasferita solo qualche anno prima insieme la sorella Christiana.